# NGC 5765
NGC 5765 este o interacting galaxies⁠(d) situată în constelația Fecioara. A fost descoperită în 1 iulie 1834 de către John Herschel.